# Hopfner HS 10
Die Hopfner HS 10, auch Hirtenberg HS 10, war ein österreichisches Sport- und Reiseflugzeug.

## Geschichte
Sie wurde von Árpád Lampich aus dem zweisitzigen Schulflugzeug HS 9 entwickelt, war im Gegensatz zu diesem aber mit einer geschlossenen Kabine für die Beförderung von Fluggästen ausgestattet. Der Erstflug erfolgte in der zweiten Jahreshälfte 1932. Es wurden vier Exemplare mit den Luftfahrzeugkennzeichen A–130 (OE–DGL), A–131, A–132 (OE–DIS) und A–143 gebaut, die unterschiedlich motorisiert waren und als HS 10/32 oder HS 10/33 bzw. HS 10/35 bezeichnet wurden. Die A–143 (HS 10/33) wurde 1935 vom Bundesheer übernommen und flog dort als OE–TKO.

## Konstruktion
Die HS 10 war ein abgestrebter Schulterdecker in Gemischtbauweise mit einem Rumpfgerüst aus stoffbespannten, verschweißten Stahlrohren, rechteckigem Querschnitt und in eine senkrechte Schneide auslaufend. Die Tragflächen waren in zweiholmiger Holzbauweise mit Innenverspannung und Stoffbespannung ausgeführt und durch Anschlüsse mit dem Rumpf verbunden. In ihnen befanden sich zwei Kraftstoffbehälter mit je 85 l Inhalt. An der Hinterkante waren Spaltquerruder über die gesamte Spannweite angebracht. Das Leitwerk bestand aus der zum Rumpf hin abgestützten hölzernen Höhenflosse sowie der Seitenflosse und den Rudern aus Stahlrohr mit Stoffbespannung. Das Fahrwerk war starr ohne durchgehende Achse mit Öl-Luft-Federstielen und druckgummigefederten Hecksporn ausgeführt. Im Winter war der Anbau von Skiern statt der aerodynamisch verkleideten Haupträder möglich.

## Technische Daten

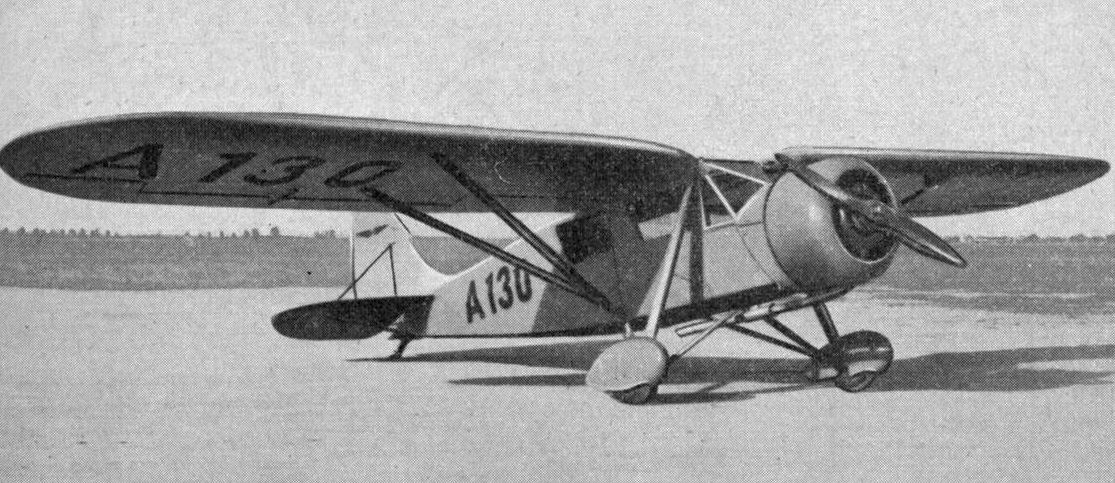
HS 10/32 mit Sh-14A-Motor

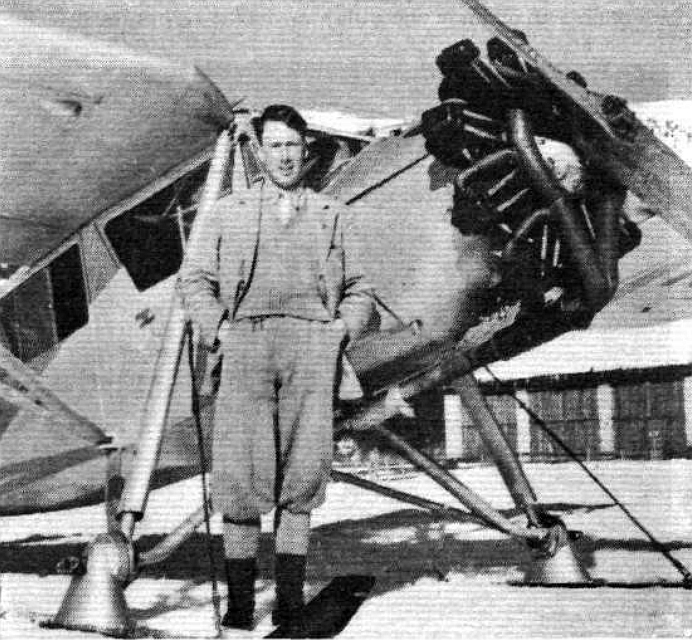
HS 10/33 mit Skifahrwerk

| Kenngröße                  | Daten (HS 10/32)                        |
| -------------------------- | --------------------------------------- |
| Besatzung                  | 1                                       |
| Passagiere                 | 1                                       |
| Spannweite                 | 11,0 m                                  |
| Länge                      | 8,0 m                                   |
| Höhe                       | 2,4 m                                   |
| Flügelfläche               | 18,0 m²                                 |
| Flügelstreckung            | 6,7                                     |
| Flächenbelastung           | 55,6 kg/m²                              |
| Leistungsbelastung         | 6,7 kg/PS                               |
| Flächenleistung            | 8,3 PS/m²                               |
| Rüstmasse                  | 640 kg                                  |
| Startmasse                 | 1000 kg                                 |
| Antrieb                    | ein luftgekühlter 7-Zylinder-Sternmotor |
| Typ                        | Siemens Sh 14A                          |
| Startleistung Nennleistung | 150 PS (110 kW) 125 PS (92 kW)          |
| Kraftstoffvolumen          | 170 l                                   |
| Höchstgeschwindigkeit      | 190 km/h                                |
| Reisegeschwindigkeit       | 175 km/h                                |
| Landegeschwindigkeit       | 80 km/h                                 |
| Steigzeit                  | 6,0 min auf 1000 m Höhe                 |
| Gipfelhöhe                 | 4500 m                                  |
| Reichweite                 | 840 km                                  |